# Radstok
En Radstok er et stykke værktøj der bruges af en hjulmand.
Efter ty. Radestock
1. led til ty. rad, hjul; jf. (bil)rat. I den forbindelse kan nævnes udtrykket "at radbrække", dvs. at lægge på (stejle og) hjul – en af de mere eksotiske henrettelsesmetoder der har været anvendt her i landet.
Radstok kaldes endvidere hjulstok, hjulbænk, hjulstol, fugbuk, fugebuk, ladbuk og vinde. 
Et af hjulmandens vigtigste stykker værktøj; den arbejdsbænk han bruger når hjulet skal spændes op, hvad enten det er for at bore hullerne i egerbænken ( den sværeste del af navet), for at slå egerne på, samle stykkerne af fælgen eller færdiggøre hele hjulet.
En radstok består af et par kraftige vandrette bjælker, vanger, hævet over en rammeformet fod ved hjælp af 4-6 svære stolper, der visse steder kaldes dukker, i ental også dok, dokke. Navet hviler på vangerne i et par klodser, kaldt hjulklodser, eller bakker og fastholdes af hilder, klammer eller holdehager.
Til at kontrollere egernes "styrt" (smig) bruges en egeviser, der sættes på radstokken.

## Ekstern henvisning
- http://borgeaskholm.dk/haandbog/haandbog.html Træsmedens Håndværktøj, under Arbejdsbænke